# Geogamasus apophyseus
Geogamasus apophyseus är en spindeldjursart som beskrevs av Wolfgang Karg 1976. Geogamasus apophyseus ingår i släktet Geogamasus och familjen Ologamasidae. Inga underarter finns listade i Catalogue of Life.